# 散穗高粱
散穗高粱（学名：Sorghum nervosum var. flexibile）为禾本科高粱属下的一个变种。

## 扩展阅读
- 維基物種上的相關：散穗高粱